# Sandro Zambelli
Pour les articles homonymes, voir Zambelli.
Sandro Zambelli (né en Italie en 1886 et mort à Turin le 13 septembre 1972) est un dirigeant de football italien.

## Biographie
Pendant la Première Guerre mondiale, de 1915 à 1918, Zambelli prend conjointement avec les anciens joueurs piémontais Fernando Nizza et Gioacchino Armano la tête de la direction du club de la Juventus, s'occupant de la présidence de ce dernier.
Il est l'un de ceux qui furent à l'origine de la création du mensuel consacré au club Hurrà Juventus.
Une anecdote raconte qu'à l'époque où évoluait le joueur Antonio Bruna, il avait du mal à concilier son statut de joueur au club et d'employé dans les usines FIAT, son patron ne l'autorisant pas à aller s'entraîner. Zambelli serait alors aller voir directement le fondateur de l'entreprise Giovanni Agnelli. Après la réponse positive de ce dernier à laisser jouer Bruna, c'est cet évènement qui donna l'idée au fils d'Agnelli Edoardo de racheter le club, le 24 juillet 1923.